# 東薩瓦里塔 (亞利桑那州)
東薩瓦里塔（英語：East Sahuarita）是位於美國亞利桑那州皮馬縣的一個非建制地區。該地的面積和人口皆未知。

## 地理
東薩瓦里塔的座標為31°56′43″N 110°55′06″W / 31.94528°N 110.91833°W，而該地的平均海拔高度為848米（即2782英尺）。